# Хусид, Соломон Ефимович
Соломо́н Ефи́мович Ху́сид (1912, Одесса, Херсонская губерния — 1989, Ленинград) — советский инженер-металлург, специалист в области автоматизации металлургического производства.

## Биография
Родился в 1912 году в Одессе (ныне Украина). Окончил Магнитогорский горнометаллургический институт.
В 1931—1972 годах работал на Магнитогорском горнометаллургическом комбинате: электрик, старший электрик, инженер-электрик, с 1947 начальник цеха КИПиА, в 1956—1972 годах зам. гл. энергетика, в 1959—1961 годах начальник Центральной заводской лаборатории автоматизации производства (ЦЗЛАП).
В 1972—1985 годах главный инженер проектов Государственного проектного института «Проект-автоматика» (Магнитогорск).

## Награды
- Сталинская премия 2-й степени (1948) — за разработку и осуществление схемы комплексной автоматизации прокатного стана, обеспечившей значительное повышение его производительности и снижение брака проката
- Государственная премия СССР (1969) — за создание и внедрение комплекса высокоэффективных систем автоматического регулирования толщины и натяжения полосы на непрерывных станах холодной прокатки

## Публикации
- Применение автоматики и приборов для улучшения условий труда в доменном производстве. М., 1958.